# Garrelsweer
Garrelsweer est un village qui fait partie de la commune de Loppersum dans la province néerlandaise de Groningue.

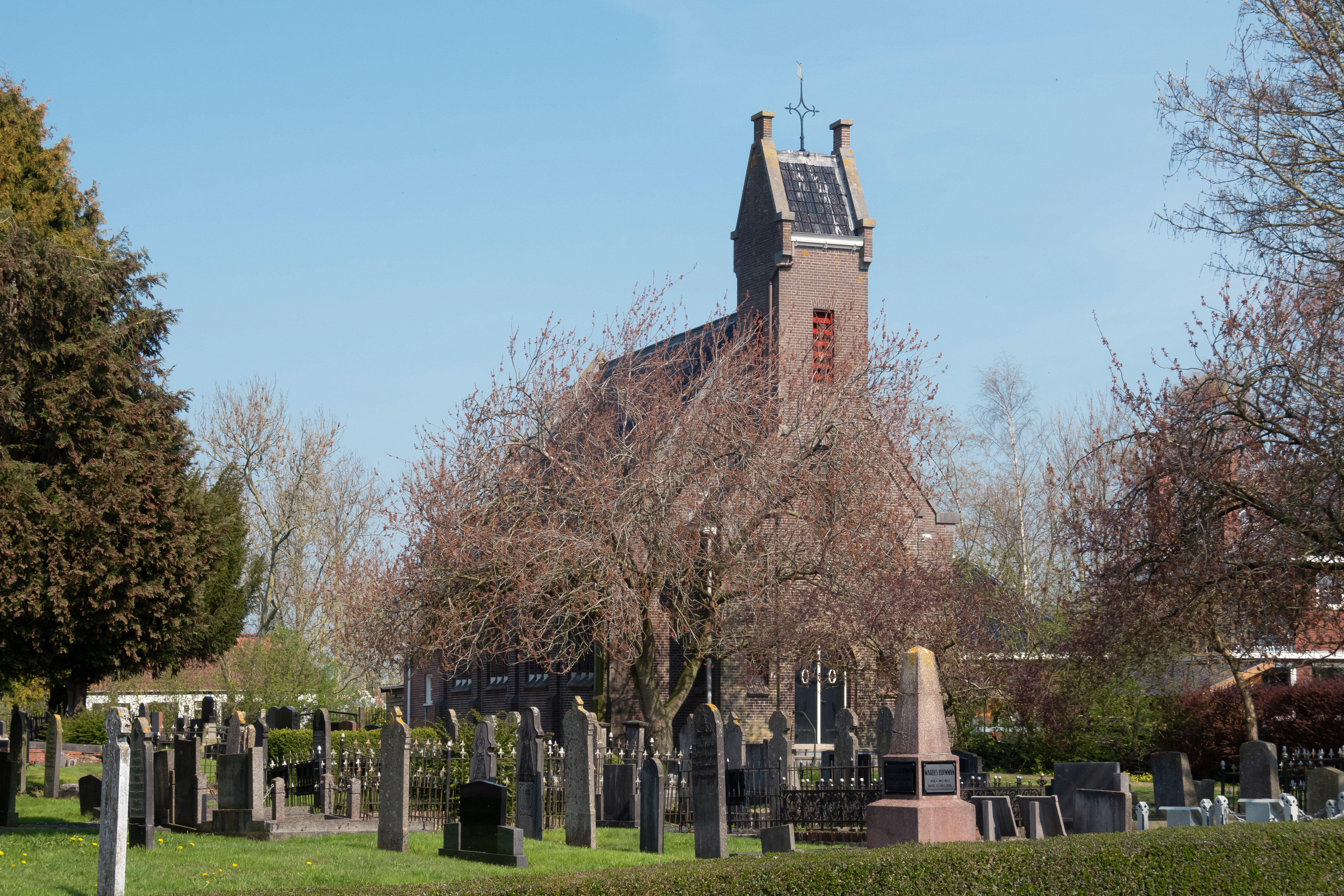
L'église protestante

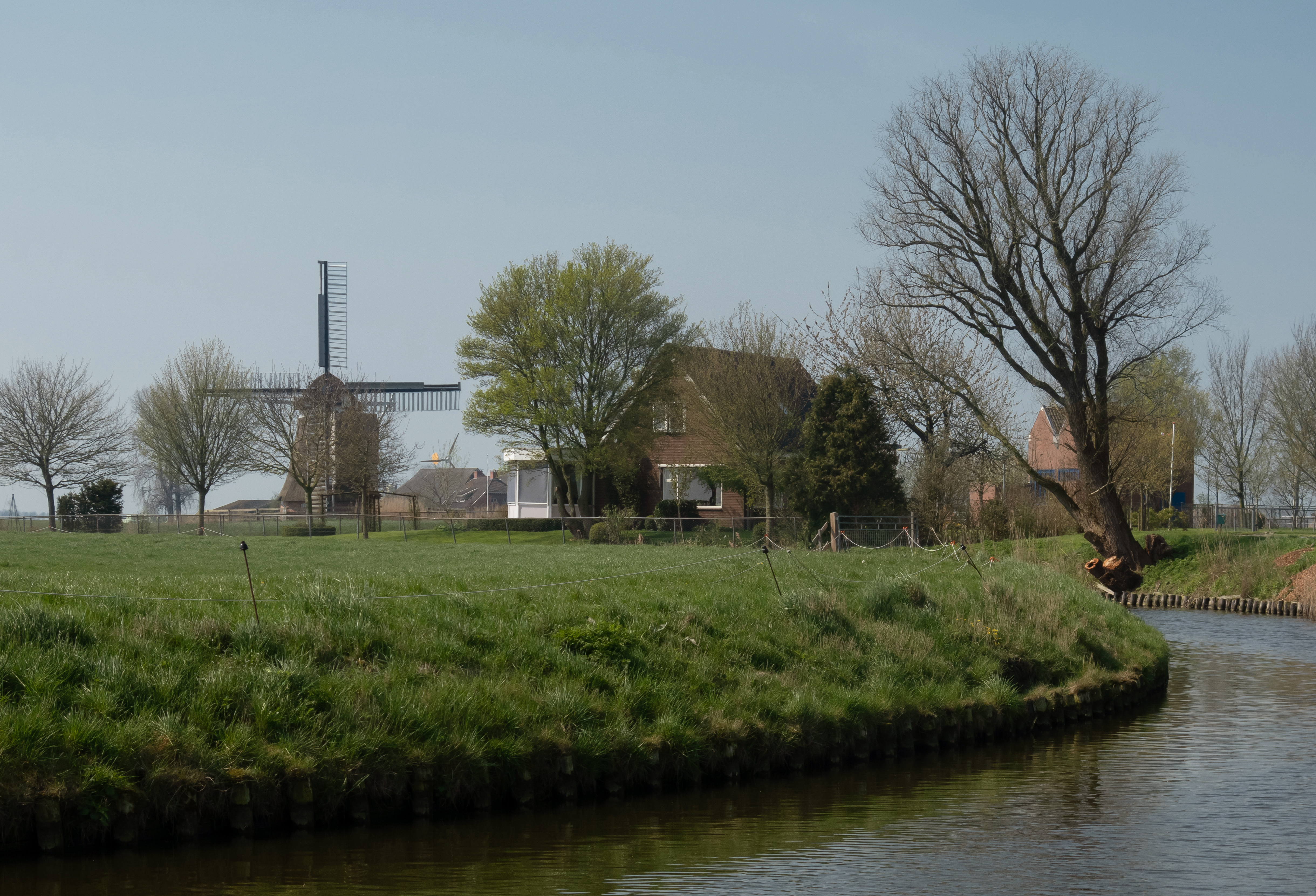
Le moulin: poldermolen de Meervogel